# 棍齒獸屬
棍齒獸屬（屬名：Rhopalodon）意為「棍棒牙齒」，是合弓綱獸孔目的一屬，生存於二疊紀的俄羅斯，是種中型恐頭獸類，是陸棲草食性動物。。過去曾先後歸類於恐龍、恐頭獸亞目、以及其他爬行動物演化支。
棍齒獸是第一批刊登於《自然》的爬行動物。在1869年11月的《自然》雜誌，湯瑪斯·亨利·赫胥黎的文章提到包含棍齒獸在內的史前爬行動物，他提到棍齒獸、多特羅龍獸都生存於三疊紀。但目前學界都認為兩者生存於二疊紀中期，而且是似哺乳爬行動物。